# Hondelagia reticulata
Hondelagia reticulata là một loài côn trùng trong họ Priscaenigmatidae thuộc bộ Raphidioptera. Loài này được Bode miêu tả năm 1953.